# 山內賢
山内 贤（原名：藤濑 贤晁（ふじせ のりあき）、1943年12月9日—2011年9月24日）是日本资深的演员，是1960年代至1980年代日本演艺圈代表性的人物之一。他于2011年9月24日因患上肺炎在东京都新宿区的医院去世，终年67岁。